# I Heard You Paint Houses
I Heard You Paint Houses: Frank "The Irishman" Sheeran and Closing the Case on Jimmy Hoffa är en bok från 2004 , skriven av före detta mordåklagaren, utredare och försvarsadvokaten Charles Brandt, om Frank Sheeran, som påståtts varit lejd mördare för maffian, som erkänner de brott han begått för familjen Bufalino.
Titeln refererar till, enligt Sheeran, det första samtalet han hade med Jimmy Hoffa över telefon, där Hoffa började med att säga "jag hörde att du målar hus" - en maffiakod som betyder: Jag hörde att du dödar människor, "färgen" symboliserar blodstänk från pistolskott.
I boken erkänner Sheeran att han dödat Jimmy Hoffa och Joe Gallo, något som senare bestridits av "The Lies of the Irishman", en artikel i Slate av Bill Tonelli, och "Jimmy Hoffa and 'The Irishman': A True Crime Story?" av professorn på Harvard Law School, Jack Goldsmith, som dök upp i The New York Review of Books.
Boken lade grunden till filmen The Irishman från 2019, som regisserades av Martin Scorsese och med Robert De Niro i huvudrollen som Frank Sheeran.